# Chrysotachina verticalis
Chrysotachina verticalis är en tvåvingeart som först beskrevs av Henry J. Reinhard 1935.  Chrysotachina verticalis ingår i släktet Chrysotachina och familjen parasitflugor. Inga underarter finns listade i Catalogue of Life.